# Bicsérd
Bicsérd je vas na Madžarskem, ki upravno spada pod podregijo Szentlőrinci Županije Baranja.